# Сервий Фульвий Флакк
Сервий Фульвий Флакк (лат. Servius Fulvius Flaccus; II век до н. э.) — римский политический деятель из плебейского рода Фульвиев, консул 135 года до н. э.

## Биография
Капитолийские фасты называют отцом Сервия Фульвия Квинта Фульвия Флакка. Это может быть консул-суффект 180 года до н. э. или консул 179 года до н. э.
Не позже 138 года до н. э., исходя из требований закона Виллия, Сервий Фульвий должен был занимать пост претора. В 135 году до н. э. он стал консулом вместе с Квинтом Кальпурнием Пизоном. Он высадился в Иллирии, где местные племена совершали набеги на владения Рима, и покорил племя вардеев.
В 133 году до н. э., когда народный трибун Тиберий Гракх готовился к отрешению от должности своего коллеги Марка Октавия, консуляры Фульвий и Манлий, по словам Плутарха, уговорили его передать дело на рассмотрение сената (правда, сенат ничего не смог решить, и Октавий всё же лишился своих полномочий). Возможно, этот Фульвий — консул 135 года до н. э.
Цицерон упоминает Сервия Фульвия в числе римских ораторов в трактате «Брут». По-видимому, именно его, обвинённого в инцесте, защищал Гай Скрибоний Курион (речь «В защиту Сервия Фульвия о кровосмешении» считалась самой известной у этого оратора).